# 27e régiment de chasseurs à cheval
le 27e régiment de Chasseurs à cheval est une unité de cavalerie l’armée française actuellement dissoute.

## Création et différentes dénominations
- 30 septembre 1806, le prince Prosper-Louis d'Arenberg leva en Belgique et équipa à ses frais (partiellement) un régiment de cavalerie appelé d'abord « chevau-légers belges du duc d'Arenberg » ; Il s'agit de l'unique régiment de cavalerie belge ayant fait partie intégrante de la Grande Armée. Au début de sa création, il compte 4 escadrons à 2 compagnies. Mais en 1807, il ajoute un 5e escadron, dénommé 'Contingent' conformément aux exigences de Napoléon vis-à-vis de la confédération du Rhin, escadron entièrement à charge du Prince.
- 29 mai 1808 : Renommé 27e régiment de chasseurs à cheval, à la suite de son passage dans la ligne après décision de l'Empereur qui ainsi peut élargir ses capacités de puiser dans la population pour de nouvelles recrues, dont des conscrits. Cependant, ce régiment ne lèvera pratiquement jamais de conscrits.
- 1814 : Le 27e régiment de chasseurs à cheval sera dissous peu de temps après l'abdication de Napoléon Ier.

## Chefs de corps

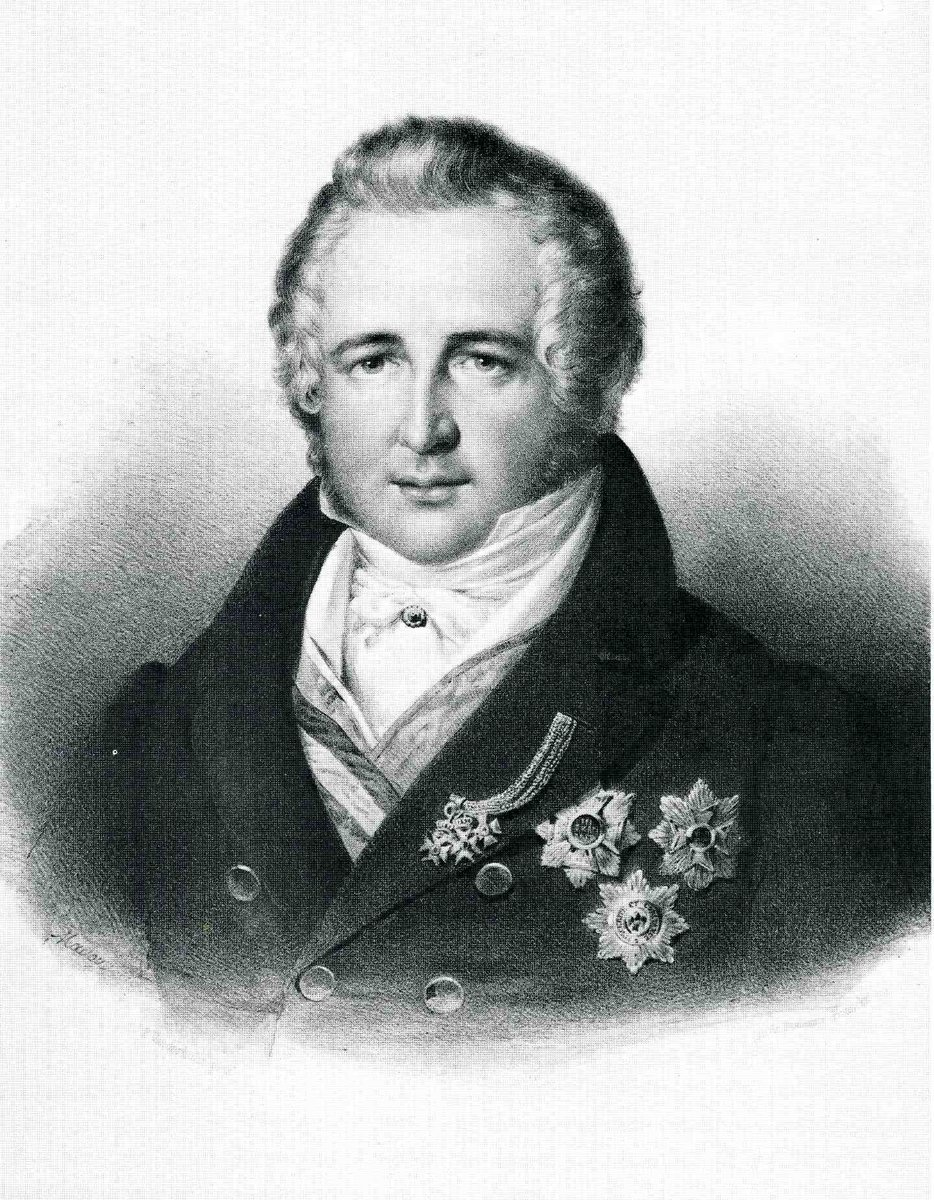
Duc Prosper-Louis d'Arenberg (1785-1861)

- 1811 : Prosper-Louis d'Arenberg ; blessé les 4 juin 1810 à l'affaire de Gibraléon (Espagne), et 28 octobre 1811 à Arroyo-del-molino (Espagne) où il est fait prisonnier des Anglais.
- 1813 : François Xavier Strub ;  blessé le 7 octobre 1813
- 1813 : Charles-Gaudens-Aloise-Marie Bruno de Saint-Georges ;
- 1814 : Charles-Philippe Leopold ;commandant sur ordre de Jean-de-Dieu Soult maréchal-duc de Dalmatie  en 1814[1];

## Historique des garnisons, campagnes et batailles

### Garnisons successives
La dénomination des engagements est strictement celle reprise dans les  dossiers régimentaires officiels. Elle n’est aucunement tirée d’un ouvrage historique quelconque. S’échelonnant dans une échelle de gradation allant de la simple escarmouche à la bataille rangée, ces faits d’arme souvent intitulés « affaires » servent à glorifier le soldat, de même qu’à le récompenser de sa bravoure par une promotion ou toute autre gratification émanant du Ministère de la Guerre.

### Guerres napoléoniennes(1803-1815)

#### Campagnes de Pologne et du Danemark
- Niedenburg, 7 mars 1807, combat.
- Cletzin, 19 juin 1807, combat.
- Steinhargue, 14 juillet 1807, bataille.
- Middelfart, juillet 1808, escarmouche.
- Stralsund, de juin au 20 août 1807, siège.

#### Campagne d’Espagne, Nouvelle Castille
- Talavera, 27 et 28 juillet 1809, bataille.
- Almanocid, 11 août 1809, bataille.
- Guadalaraxa, 14 novembre 1809, combat.
- Ocaña, 18 et 19 novembre 1809, bataille.
- Almeido, 25 novembre 1809, embuscade.
- Huete, 24 et 25 décembre 1809, combats.

#### Campagne d’Andalousie
- Sierra-Morena, 14 janvier 1810, combat.
- Moron, 16 mars 1810, embuscade.
- Castel Blanco, avril 1810, combat.
- Huelva et Moguer, mars-avril 1810, combats.
- Gibraléon, 4 juin 1810, combat.
- Vadotolosa, 13 août 1810, combat.
- Los Carwalos, 17 août 1810, combat.
- Moguer, 24 août 1810, combat.
- Utrera, 16 septembre 1810, combat.
- Lucena, novembre 1810, combat.
- Guidad Real, 14 octobre 1810, combat.

#### Campagne d’Estramadure
- Olivença, 12 janvier 1811, siège.
- Badajoz, février-mars 1811, siège.
- Gébora, 19 février 1811, bataille.
- Moguer, Palos, Renilla, 1er avril 1811, combats.
- Frejenal, 12 avril 1811, combat.
- Albuera, 16 mai 1811, bataille.
- Usagré, 24 mai 1811, combat.
- Badajoz, juin 1811, déblocus.
- La Caya, 22 juin 1811, combat.
- Montijo, 17 septembre 1811, bataille.
- Arroyomolinos, 28 octobre 1811, embuscade.

#### Retraite d’Andalousie
- Séville, 12 mai 1812, combat.
- Baza, 16 mai 1812, combat.
- Bornos, 1er juin 1812, combat.
- Salamanque, 22 juillet 1812, bataille.
- Séville, 29 août 1812, combat.
- Trebuquena, août 1812, combat.
- Algéziras, août 1812, combat.
- Antequera, 1er septembre 1812, combat.
- Loja, 2 septembre 1812, combat.

#### Retraite d’Espagne
- Cuenca, 20 septembre, combat.
- San Munoz, 15 novembre 1812, combat.
- Matilla, 16 novembre 1812, combat.
- Saint Martin, 6 janvier 1813, combat.
- Vitoria, 21 juin 1813, bataille.

#### Campagne de Saxe
- Leipzig, 7 juin 1813, combat.
- Dresde, 26 et 27 août 1813, bataille.
- Kulm, 29 et 30 août 1813, bataille.
- Altenburg, 28 septembre 1813, embuscade.
- Schellenberg, 6 octobre 1813, escarmouche.
- Dornburg, 7 octobre 1813, embuscade.
- Naumburg, 10 octobre 1813, combat.
- Liebertwolkwitz, 14 octobre 1813, bataille.
- Leipzig, (Wachau), 16 au 19 octobre 1813, « bataille des Nations ».
- Hanau, 30 et 31 octobre 1813, bataille.
- Kastell, 28 novembre 1813, combat.

#### Campagne de France
- Wahal, 28 décembre 1813, escarmouche.
- Sainte-Croix, 31 décembre 1813, combat.
- Saint-Dié, 13 janvier 1814, combat.
- Saint-Dizier, 27 janvier 1814, combat.
- Brienne, 29 janvier 1814, bataille.
- La Rothière, 1er février 1814, bataille.
- Champaubert, 10 février 1814, bataille.
- Nogent-sur-Seine, 11 février 1814, combat.
- Montereau, 18 février 1814, bataille.
- Troyes, Ligny-le-Châtel, 20 février 1814, combat.
- Bar-sur-Aube, 27 février 1814, combat.
- Craonne, 7 mars 1814, bataille.
- Sézanne, 14 mars 1814, combat.
- Saint-Dizier, 18 et 19 mars 1814, combats.
- Arcis-sur-Aube, 20 mars 1814, bataille.
- Vitry-le-François, Saint-Amand, 21 et 22 mars 1814, combats.
- Saint-Dizier, 23 au 26 mars 1814, bataille.
- Paris, 31 mars 1814, combats.

## Personnages célèbres ayant servi au27erégimentde chasseurs à cheval
- Jean-Louis Charles Guesnon-Deschamps, major au 27e le 12 juillet 1809